# Gregor de Bovenlander
Gregor de Bovenlander (Engels: The Underland Chronicles) is een serie jeugdboeken van de Amerikaanse schrijfster Suzanne Collins in het genre epische fantasy. 
In de reeks worden de avonturen verteld van een jongen, Gregor, in "Onderland", een verborgen land onder New York. Onderland wordt bewoond door mensen, die wonen in de stenen stad van Regalia, samen met diverse grote versies van wezens, zoals vleermuizen, slakken, mollen, schorpioenen, kakkerlakken, ratten, hagedissen, muizen, mieren, slangen, vuurvliegjes en spinnen. De serie bevat heel wat oorlogsgeweld, met inbegrip van biologische oorlogvoering, en behandelt ook genocide, en de militaire inlichtingendiensten.
De vijf delen van de serie hebben als titel
1. De Voorspelling (2009), vertaling van Gregor the Overlander (2003)
2. Het Labyrint (2009), vertaling van Gregor and the Prophecy of Bane (2004)
3. De Vloek (2009), vertaling van Gregor and the Curse of the Warmbloods (2005)
4. De Vuurlanden (2010), vertaling van Gregor and the Marks of Secret (2006)
5. De Krijger (2011), vertaling van Gregor and the Code of Claw (2007)